# Bidiplomering
Bidiplomering (soms ook multiple diplomering of in het Engels joint degree, double degree of dual degree genoemd) is een overeenkomst tussen twee instellingen voor hoger onderwijs die samen aan een student één diploma uitreiken, of na afwerking van het programma elk een (gelijkwaardig) diploma uitreiken. Het veronderstelt een intensieve samenwerking tussen de twee hogescholen of universiteiten; meestal volgen de studenten aan beide instellingen een programma dat complementair is opgebouwd. Ook de overheden van beide (deel-)staten moeten het diploma erkennen.
Het is een van de werkmiddelen waarmee sedert de Bologna-verklaring de samenwerking doorheen Europa wordt bevorderd. Zo heeft bijvoorbeeld de Radboud Universiteit Nijmegen een bidiplomering voor een Master Duitse letterkunde met de Westfälische Wilhelms-Universität te Münster.
In België wordt het systeem ook ingevoerd door universiteiten aan weerszijden van de taalgrens. Zo heeft de Nederlandstalige Hogeschool-Universiteit Brussel voor haar rechtenstudie een overeenkomst met de Franstalige Facultés Universitaires Saint-Louis te Brussel. De studenten volgen de lessen aan beide instellingen, in beide taalregimes en worden door beide instellingen gediplomeerd. Beide voogdij-overheden (de Vlaamse Gemeenschap en de Franse Gemeenschap) erkennen het diploma.
Gelijkaardige programma's bestaan tussen de Katholieke Universiteit Leuven en haar Franstalige zusterinstelling de Université catholique de Louvain in Louvain-la-Neuve. Het Prins Filipfonds steunt in België de bidiplomering.